# The Less I Know the Better
"The Less I Know the Better" –en español: «Cuanto menos sepa, mejor»– es una canción de la banda de rock australiana Tame Impala, lanzada el 25 de noviembre de 2015 como cuarto y último sencillo del tercer álbum de la banda, Currents. Acompañado de un vídeo musical en el cual combina animación con la vida real, transcurre en un instituto, especialmente en el gimnasio y en el vestuario, donde un jugador de baloncesto sufre por un corazón roto.
En 2016, la canción llegó al puesto 23 en las listas belgas de sencillos de Flandes, puesto 66 en los ARIA Charts, y el puesto 195 en las listas de sencillos de Francia. En Estados Unidos, la canción llegó al puesto 35 en la lista de Billboard Rock Songs.
La canción, junto "Let It Happen", fue una de las dos canciones de Currents en llegar al top 5 en la lista de Triple J de las 100 mejores canciones de 2015, llegando al puesto 4, mientras que "Let It Happen" llegó al puesto 5.
También llegó al primer lugar de la lista de Triple J de la década de 2010s en marzo de 2020. La semana siguiente después de que la canción llegaría al puesto 1 en la lista, la canción entraría al Top 50 de ARIA, escalando 49 posiciones después de que esta canción llegara al puesto 66 en 2016.
En mayo de 2021, APRA AMCOS confirmó que la canción habría sobrepasado el billón de streams.

## Antecedentes
Parker dijo que "The Less I Know the Better" originalmente se iba a tratar de su amor hacía la música Disco.

Esa canción originalmente pensé que no debería estar en un álbum de Tame Impala, porque tiene ese funk discotequero y tonto. Yo no la llamaría cursi, pero no intenta ser demasiado cool, porque la letra es bastante tonta y el ritmo es bastante tonto. Pero al mismo tiempo, a mí me encanta ese tipo de música. No sé por qué, pero estoy obsesionado con la música disco desde hace uno o dos años.

Según Parker, la grabación de la canción se volvió obsesiva. Recordó haber realizado más de 1.057 tomas vocales parciales para "The Less I Know the Better" o para el segundo sencillo del álbum, "'Cause I'm a Man", aunque no recordaba cuál.

## Vídeo musical
El vídeo fue lanzado el 29 de noviembre de 2015 en el canal VEVO oficial de la banda. El vídeo sigue a un jugador de baloncesto de un instituto que desea a una animadora, que pronto comienza una relación con la mascota gorila del equipo (llamada "Trevor", en referencia a la letra "She was holding hands with Trevor" de la canción). El vídeo fue filmado en Barcelona por el colectivo de creativos y directores de la compañía Canada. Los dos personajes principales son interpretados por actores españoles. La animadora del equipo es interpretada por la actriz Laia Manzanares, mientras que el jugador de baloncesto es interpretado por Albert Baró.
Lars Brandle de Billboard describió el vídeo como "una extraña historia de lujuria y celos en el instituto (y de King Kong) representada en un viaje en Technicolor", mientras que Luke Saunders, de Happy Mag, la calificó de "experiencia realmente increíble".